# 닥터 포이즌
닥터 포이즌(영어: Doctor Poison)은 DC 코믹스의 슈퍼빌런 캐릭터로, 원더우먼의 악당이다. 1942년 10월 《센세이션 코믹스》 2호에 처음 등장하였으며, 본래 이름은 마루 공주(Princess Maru)라고 하였다. 그다지 주목받는 악당이 아니었으나, 2017년 실사영화 《원더우먼》에 등장하게 되었다.

## 담당 배우

### 영화
- 원더우먼(2017) - 엘레나 아나야